# Japan Academy Prize voor beste animatie
De Japan Academy Prize voor beste animatie is een van de jaarlijks door de Japan Academy Prize Association uitgereikte prijzen.

## Geschiedenis
Hoewel de Japan Academy Prize sinds 1978 jaarlijks aan Japanse films wordt uitgereikt, werden animatiefilms – ook wel animefilms genoemd – de eerste jaren genegeerd. Onder de animatiefilms waren er een aantal zeer succesvol, zoals Doraemon (1981), Studio Ghibli's Kiki's vliegende koeriersdienst (1989), Only Yesterday (1991), Porco Rosso (1992), Pom Poko (1994) en Whisper of the Heart (1995), maar geen van deze films werd destijds genomineerd voor een Japan Academy Prize. Dit was een duidelijk verschil met andere grote Japanse filmprijzen, zoals de Mainich Film Award en Kinema Junpo, die beide in 1988 de Film van het Jaar uitreikten aan My Neighbor Totoro.
In 1990, bij de 13de editie van de Japan Academy Prize, reikte de Japan Academy Prize Association een Special Award uit aan Kiki's vliegende koeriersdienst en in 1995 opnieuw één aan Takahata's Pom Poko, maar er was nog steeds geen nominatie voor deze geanimeerde kaskrakers.
In 1998 veranderde de houding van de Japan Academy Prize Association jegens animatiefilms door de zeer succesvolle film Prinses Mononoke, die de hoogste opbrengst ooit in de Japanse bioscoop had en verschillende andere filmprijzen in de wacht sleepte (Zie: Prijzen). Als gevolg daarvan werd, bij de 21ste Japan Academy Prize dat jaar, Studio Ghibli's Prinses Mononoke de allereerste animatiefilm die genomineerd werd en de Japan Academy Prize voor beste film won.
In 2002, bij de 25ste Japan Academy Prize, werd nog een animatiefilm van Hayao Miyazaki en Studio Ghibli, Spirited Away, genomineerd, die de Japan Academy Prize voor beste film ook won.
In 2007 trad de Japan Academy Prize in de voetsporen van de Amerikaanse Oscars, waar een aparte prijs voor animatiefilms was ingesteld (de Oscar voor beste animatiefilm in 2002), door de Japan Academy Prize voor beste animatiefilm in te stellen.

## Winnaars en nominaties
| Jaar         | Naam                                                                                | Regisseur                                                          |
| ------------ | ----------------------------------------------------------------------------------- | ------------------------------------------------------------------ |
| 2007 (30ste) | The Girl Who Leapt Through Time                                                     | Mamoru Hosoda                                                      |
| 2007 (30ste) | Arashi no Yoru Ni                                                                   | Gisaburo Sugii                                                     |
| 2007 (30ste) | Tales from Earthsea                                                                 | Goro Miyazaki                                                      |
| 2007 (30ste) | Brave Story                                                                         | Koichi Chigira                                                     |
| 2007 (30ste) | Detective Conan: The Private Eye's Requiem                                          | Yasuichiro Yamamoto                                                |
| 2008 (31ste) | Tekkonkinkreet                                                                      | Michael Arias                                                      |
| 2008 (31ste) | Evangelion: 1.0 You Are (Not) Alone                                                 | Hideaki Anno                                                       |
| 2008 (31ste) | Summer Days with Coo                                                                | Keiichi Hara                                                       |
| 2008 (31ste) | Piano no Mori                                                                       | Masayuki Kojima                                                    |
| 2008 (31ste) | Detective Conan: Jolly Roger's in the Azure                                         | Yasuichiro Yamamoto                                                |
| 2009 (32ste) | Ponyo                                                                               | Hayao Miyazaki                                                     |
| 2009 (32ste) | Doraemon: Nobita and the Legend of the Green Giant                                  | Ayumu Watanabe                                                     |
| 2009 (32ste) | The Sky Crawlers                                                                    | Mamoru Oshii                                                       |
| 2009 (32ste) | Detective Conan: Full Score of Fear                                                 | Yasuichiro Yamamoto                                                |
| 2009 (32ste) | One Piece - The Movie: Episode of Chopper Plus: Bloom in the Winter, Miracle Sakura | Junji Shimizu                                                      |
| 2010 (33ste) | Summer Wars                                                                         | Mamoru Hosoda                                                      |
| 2010 (33ste) | Detective Conan: The Raven Chaser                                                   | Yasuichiro Yamamoto                                                |
| 2010 (33ste) | Doraemon: The New Record of Nobita: Spaceblazer                                     | Shigeo Koshi                                                       |
| 2010 (33ste) | Evangelion: 2.0 You Can (Not) Advance                                               | Hideaki Anno                                                       |
| 2010 (33ste) | Oblivion Island: Haruka and the Magic Mirror                                        | Shinsuke Sato                                                      |
| 2011 (34ste) | Arrietty the Borrower                                                               | Hiromasa Yonebayashi                                               |
| 2011 (34ste) | Detective Conan: The Lost Ship in the Sky                                           | Yasuichiro Yamamoto                                                |
| 2011 (34ste) | Colorful                                                                            | Keiichi Hara                                                       |
| 2011 (34ste) | Doraemon: Nobita's Great Battle of the Mermaid King                                 | Hiroshi Kuzuha                                                     |
| 2011 (34ste) | One Piece Film: Strong World                                                        | Munehisa Sakai                                                     |
| 2012 (35ste) | From Up on Poppy Hill                                                               | Goro Miyazaki                                                      |
| 2012 (35ste) | Eiga Keion!                                                                         | Naoko Yamada                                                       |
| 2012 (35ste) | Buddha                                                                              | Kozo Morishita                                                     |
| 2012 (35ste) | Tôfu kozô                                                                           | Gisaburô Sugii                                                     |
| 2012 (35ste) | Detective Conan: Quarter of Silence                                                 | Yasuichiro Yamamoto en Kobun Shizuno                               |
| 2013 (36e)   | Wolf Children                                                                       | Mamoru Hosoda                                                      |
| 2013 (36e)   | Evangelion: 3.0 You Can (Not) Redo                                                  | Hideaki Anno, Mahiro Maeda, Kazuya Tsurumaki en Masayuki           |
| 2013 (36e)   | Friends: Mononoke Shima no Naki                                                     | Takashi Yamazaki en Ryūichi Yagi                                   |
| 2013 (36e)   | A Letter to Momo                                                                    | Hiroyuki Okiura                                                    |
| 2013 (36e)   | One Piece Film: Z                                                                   | Tatsuya Nagamine                                                   |
| 2014 (37e)   | The Wind Rises                                                                      | Hayao Miyazaki                                                     |
| 2014 (37e)   | The Tale of Princess Kaguya                                                         | Isao Takahata                                                      |
| 2014 (37e)   | Puella Magi Madoka Magica the Movie: Rebellion                                      |                                                                    |
| 2014 (37e)   | Space Pirate Captain Harlock                                                        | Shinji Aramaki                                                     |
| 2014 (37e)   | Lupin the 3rd vs. Detective Conan: The Movie                                        | Hajime Kamegaki                                                    |
| 2015 (38e)   | Stand by Me Doraemon                                                                | Ryūichi Yagi en Takashi Yamazaki                                   |
| 2015 (38e)   | When Marnie Was There                                                               | Hiromasa Yonebayashi                                               |
| 2015 (38e)   | Giovanni's Island                                                                   | Mizuho Nishikubo                                                   |
| 2015 (38e)   | Detective Conan: Dimensional Sniper                                                 | Kobun Shizuno                                                      |
| 2015 (38e)   | Buddha 2: Tezuka Osamu no Buddha - Owarinaki Tabi                                   |                                                                    |
| 2016 (39e)   | The Boy and the Beast                                                               | Mamoru Hosoda                                                      |
| 2016 (39e)   | The Anthem of the Heart                                                             | Tatsuyuki Nagai                                                    |
| 2016 (39e)   | Miss Hokusai                                                                        | Keiichi Hara                                                       |
| 2016 (39e)   | Dragon Ball Z: Resurrection 'F'                                                     | Tadayoshi Yamamuro                                                 |
| 2016 (39e)   | Love Live! The School Idol Movie                                                    | Takahiko Kyōgoku                                                   |
| 2017 (40e)   | In This Corner of the World                                                         | Sunao Katabuchi                                                    |
| 2017 (40e)   | Your Name                                                                           | Makoto Shinkai                                                     |
| 2017 (40e)   | A Silent Voice                                                                      | Naoko Yamada                                                       |
| 2017 (40e)   | Rudolf the Black Cat                                                                | Kunihiko Yuyama en Motonori Sakakibara                             |
| 2017 (40e)   | One Piece Film: Gold                                                                | Hiroaki Miyamoto                                                   |
| 2018 (41e)   | Night Is Short, Walk On Girl                                                        | Masaaki Yuasa                                                      |
| 2018 (41e)   | Fireworks, Should We See It from the Side or the Bottom?                            | Akiyuki Shinbō en Nobuyuki Takeuchi                                |
| 2018 (41e)   | Napping Princess                                                                    | Kenji Kamiyama                                                     |
| 2018 (41e)   | Mary and the Witch's Flower                                                         | Hiromasa Yonebayashi                                               |
| 2018 (41e)   | Detective Conan: Crimson Love Letter                                                | Kobun Shizuno                                                      |
| 2019 (42e)   | Mirai                                                                               | Mamoru Hosoda                                                      |
| 2019 (42e)   | Dragon Ball Super: Broly                                                            | Tatsuya Nagamine                                                   |
| 2019 (42e)   | Penguin Highway                                                                     | Hiroyasu Ishida                                                    |
| 2019 (42e)   | Detective Conan: Zero the Enforcer                                                  | Yuzuru Tachikawa                                                   |
| 2019 (42e)   | Okko's Inn                                                                          | Kitaro Kosaka                                                      |
| 2020 (43e)   | Weathering with You                                                                 | Makoto Shinkai                                                     |
| 2020 (43e)   | Her Blue Sky                                                                        | Tatsuyuki Nagai en Nancy Chidori                                   |
| 2020 (43e)   | Detective Conan: The Fist of Blue Sapphire                                          | Chika Nagaoka                                                      |
| 2020 (43e)   | Lupin III: The First                                                                | Takashi Yamazaki                                                   |
| 2020 (43e)   | One Piece: Stampede                                                                 | Takashi Otsuka                                                     |
| 2021 (44e)   | Demon Slayer: Kimetsu no Yaiba – The Movie: Mugen Train                             | Haruo Sotozaki                                                     |
| 2021 (44e)   | Violet Evergarden: The Movie                                                        | Taichi Ishidate                                                    |
| 2021 (44e)   | Poupelle of Chimney Town                                                            | Yusuke Hirota                                                      |
| 2021 (44e)   | Josee, The Tiger and The Fish                                                       | Kotaro Tamura                                                      |
| 2021 (44e)   | Stand by Me Doraemon 2                                                              | Ryuichi Yagi en Takashi Yamazaki                                   |
| 2022 (45e)   | Evangelion: 3.0+1.0 Thrice Upon a Time                                              | Hideaki Anno, Kazuya Tsurumaki, Katsuichi Nakayama en Mahiro Maeda |
| 2022 (45e)   | Sing a Bit of Harmony                                                               | Yasuhiro Yoshiura                                                  |
| 2022 (45e)   | Fortune Favors Lady Nikuko                                                          | Ayumu Watanabe                                                     |
| 2022 (45e)   | Jujutsu Kaisen 0                                                                    | Sunghoo Park                                                       |
| 2022 (45e)   | Belle                                                                               | Mamoru Hosoda                                                      |
| 2023 (46e)   | The First Slam Dunk                                                                 | Takehiko Inoue                                                     |
| 2023 (46e)   | Inu-Oh                                                                              | Masaaki Yuasa                                                      |
| 2023 (46e)   | Lonely Castle in the Mirror                                                         | Keiichi Hara                                                       |
| 2023 (46e)   | One Piece Film: Red                                                                 | Gorō Taniguchi                                                     |
| 2023 (46e)   | Suzume                                                                              | Makoto Shinkai                                                     |
| 2024 (47e)   | The Boy and the Heron                                                               | Hayao Miyazaki                                                     |
| 2024 (47e)   | The Birth of Kitaro: The Mystery of GeGeGe                                          | Gō Koga                                                            |
| 2024 (47e)   | Totto-Chan: The Little Girl at the Window                                           | Shinnosuke Yakuwa                                                  |
| 2024 (47e)   | Detective Conan: Black Iron Submarine                                               | Yuzuru Tachikawa                                                   |
| 2024 (47e)   | Blue Giant                                                                          | Yuzuru Tachikawa                                                   |